# Óxido nitroso (medicamento)
El óxido nitroso, vendido con la marca Entonox entre otras, es un gas inhalado utilizado como analgésico y, junto con otras medicaciones, para anestesia. Los usos comunes incluyen durante el parto, después de un trauma, y como parte de los cuidados del fin de la vida. El efecto comienza típicamente  dentro del medio minuto y tiene una duración aproximada de un minuto.
Hay pocos efectos colaterales además del vómito en un uso de corto plazo. En caso de un uso prolongado se pueden presentar la anemia o el entumecimiento. Se debe suministrar siempre con al menos 21% de oxígeno. No es recomendado para personas que presenten obstrucción de intestino o neumotórax. No se recomienda su uso en la parte temprana del embarazo. Se puede amamantar después de su uso.
El óxido nitroso fue descubierto entre 1772 y 1793 y fue utilizado para anestesia en 1844. Está incluido en la lista de medicamentos esenciales de la Organización Mundial de la Salud, los medicamentos más efectivos y seguros de un sistema de asistencia sanitaria. A menudo viene mezclado 50/50 mezcla con el oxígeno. Se dispone de dispositivos con una válvula de demanda para autoadministración. El establecimiento y el mantenimiento son relativamente caros para países en desarrollo.

## Usos médicos
El óxido nitroso (N2O) es activo en sí mismo (no requiere cambios en el cuerpo para devenir activo), por lo que su efecto comienza aproximadamente en el tiempo de circulación entre los pulmones y el cerebro. Esto se traduce en un pico de acción 30 segundos después del inicio de administración. Esto define la forma en que se debiera usar el entonox, es decir, la inhalación tendría que empezar 30 segundos antes de una contracción resulte dolorosos en el trabajo de parto. Es extraído del cuerpo sin modificaciones desde los pulmones y no se acumula en condiciones normales, lo que explica el rápido final de su efecto en alrededor de 60 segundos. Es eficaz para la gestión del dolor durante el parto.
El óxido nitroso es más soluble que el oxígeno y el nitrógeno, por lo que tiende a difundirse en cualquier espacio aéreo dentro del cuerpo. Esto hace peligroso su uso con pacientes con neumotórax o que hayan recientemente practicado buceo autónomo, y  hay advertencias sobre su uso con cualquier obstrucción intestinal.
Su efecto analgésico es fuerte (equivalente a 15 mg de morfina  aplicada en formasubcutánea) y caracterizado muy rápidos comienzo y fin de sus efectos, es decir que tiene una acción muy rápida que se desactiva muy rápidamente.

## Contraindicaciones
El N2O no debiera ser usado con pacientes que presentan obstrucción intestinal, neumotórax, enfermedades del oído medio o de los senos o que hayan practicado  buceo autónomo durante las 24 horas previas, o con pacientes que presenten pertubaciones psiquiátricas violentas.
También hay advertencias clínicas para los primeros dos trimestres del embarazo y para pacientes con niveles disminuidos de consciencia.

## Composición

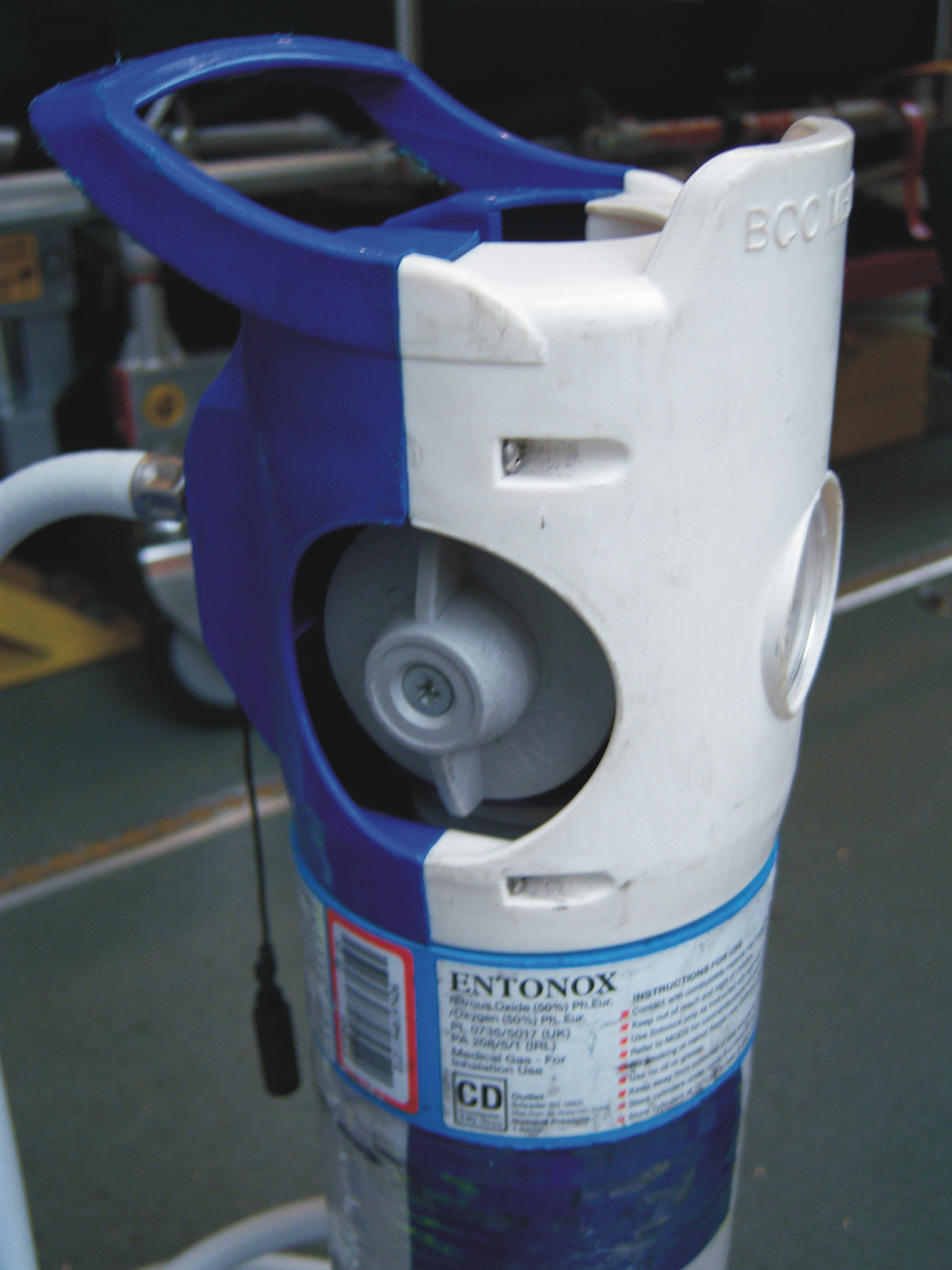
Tapa azul y blanca distintiva de un cilindro de Entonox

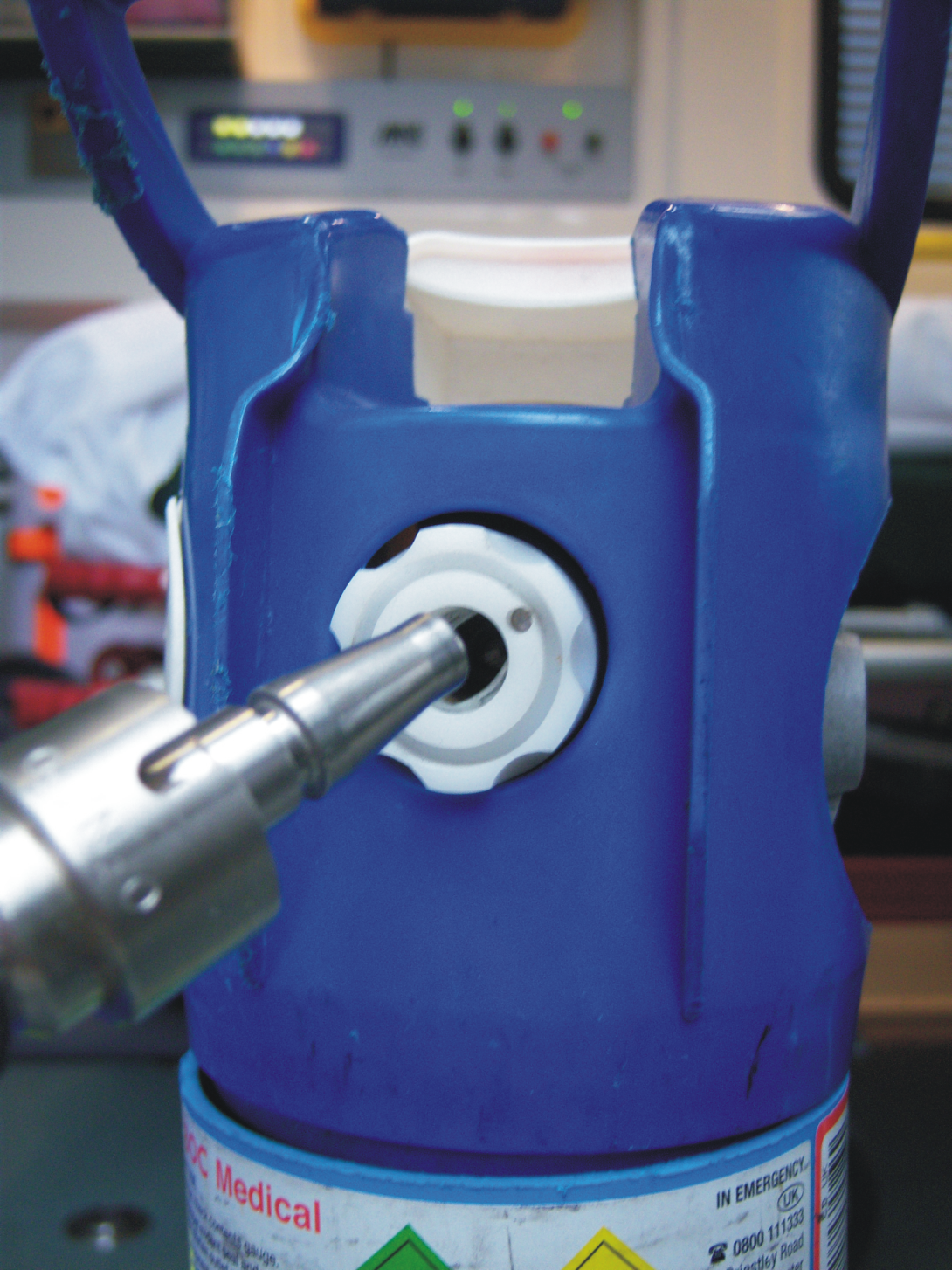
Conexión típica de válvula Schrader, que permite que el gas sea usado solamente en base a la demanda

El gas es una mezcla  de 50% de óxido nitroso (N2O o gas hilarante) y 50% de oxígeno (O2).  La capacidad de combinar N2O (óxido nitroso es el nombre común, en tanto que monóxido de  dinitrógeno es el nombre sistemático) y oxígeno a alta presión mientras permanecen en la forma gaseosa se obtiene a partir del efecto Poynting (nombrado por el físico inglés John Henry Poynting).
El efecto Poynting involucra la disolución de O2 gaseoso cuando se lo burbujea a través de N2O líquido, con vaporización del líquido para formar una mezcla gaseosa O2/N2O.
La inhalación de N2O puro sobre un periodo continuado privaría el paciente de oxígeno, pero el 50% de contenido de oxígeno impide que esto ocurra. Los dos gases se separan a temperaturas bajas (<4 °C), lo que permitiría la administración de mezclas hipóxicas. Por tanto, no se administra desde un cilindro frío sin ser agitado (normalmente por inversión del cilindro) para volver a mezclar los gases.

## Administración
El gas es autoadministrado por medio de una válvula de demanda, utilizando una boquilla, bloque de mordida o máscara facial.  La autoadministración de Entonox es segura porque si se inhala lo suficiente para comenzar a inducir anestesia, el paciente deviene incapaz de retener la válvula, por lo que la dejará caer y pronto exhalará el gas residual. Esto significa que, a diferencia de otros gases anestésicos, no se requiere la presencia de un anestesista para su administración. El 50% oxígeno en Entonox asegura el paciente tendrá oxígeno suficiente en su sistema para que resulte seguro un periodo breve de apnea.

## Historia

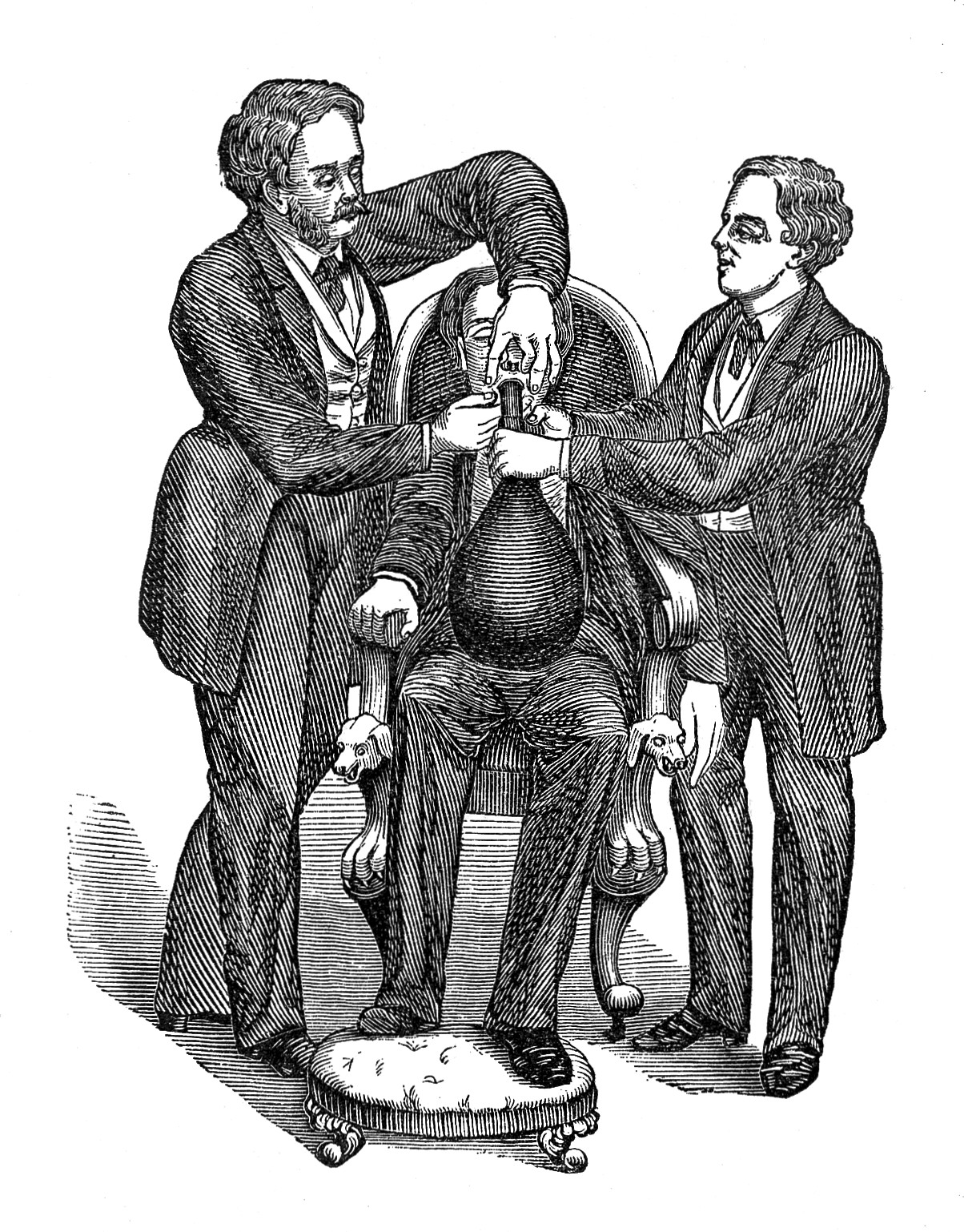
Administración de óxido nitroso, del Manual del descubrimiento, fabricación, y administración del óxido nitroso, o gas hilarante en relacióncon operaciones dentales o quirúrgicas menores, y particularmente para la extracción indolora de dientes[1], 1870

El N2O puro fue usado por primera vez como un analgésico médico en diciembre de 1844, cuándo Horacio Wells realizó las primeras 12 a 15 operaciones dentales con el gas en Hartford.
Sin embargo, su debut como método generalmente aceptado fue en 1863, cuándo Gardner Quincy Colton lo introdujo de manera más general en las clínicas de la Asociación Dental Colton que fundó en New Haven y en la ciudad de Nueva York.
Los primeros dispositivos usados en odontología para administrar el gas consistían en una simple bolsa para respiración hecha con tela engomada
Con frecuencia, la respiración del gas puro causaba hipoxia (insuficiencia de oxígeno) y a veces la muerte por asfixia. Con el tiempo, los médicos comprendieron la necesidad de proveer al menos un 21% de contenido de oxígeno en el gas (el mismo porcentaje  encontrado en el aire).  En 1911, el anestesista Arthur Ernest Guedel describió por primera vez la autoadministración de una mezcla de óxido nitroso y oxígeno. En 1961 Michael Tunstall y otros publicaron el primer artículo técnico que describía el uso de una mezcla con partes iguales de óxido nitroso y oxígeno, lo que condujo a la comercialización del producto.
En la actualidad el óxido nitroso es administrado en hospitales por una máquina de analgesia relativa, la que incluye varias mejoras como medidores de flujo y reguladores de flujo constante, un vaporizador de anestesia, un respirador artificial, y un sistema de evacuación de gases, y entrega un flujo de óxido nitroso mezclado con oxígeno precisamente dosificado y actuado por la respiración.
La máquina usada en odontología es mucho más simple y está pensada para su uso con pacientes plenamente conscientes. El gas se administra por medio de un inhalador con válvula por demanda aplicado sobre la nariz, que libera el gas solo cuando el paciente inhala a trav{es del mismo.

## Sociedad y cultura
Nitronox fue una marca registrada del Grupo BOC entre 1966 y 1999, y está registrada nuevamente por Hs Tm Inc desde 2005. También se lo conoce en forma coloquial como "gas y aire"

## Investigación
Las pruebas de investigación muestran el potencial del  N2O para aplicaciones antidepresivas, especialmente para formas de depresión resistentes al tratamiento, y es de rápida acción.

## Lectura adicional
- Clark, Morris S.; Brunick, Ann (2014). Handbook of Nitrous Oxide and Oxygen Sedation (en inglés). Elsevier Health Sciences. ISBN 9780323101301.